# 송정초등학교 (강원)
송정초등학교는 대한민국 강원특별자치도 동해시에 있는 초등학교다.

## 학교 연혁
- 1938년 4월 29일 송정공립심상소학교 개교(설립인가 4월 19일)
- 1941년 4월 1일 송정공립국민학교 개칭
- 1977년 1월 8일 송정동 산 475-3번지 이전
- 1977년 7월 19일 신 교사로 이전
- 1989년 7월 18일 송정동 1058번지(현 위치) 신축 이전
- 1996년 3월 1일 송정초등학교로 개칭
- 2012년 9월 1일 제24대 홍영주 교장 취임
- 2014년 2월 13일 제73회 졸업식(졸업생 26명, 총 10,906명)
- 2014년 3월 1일 7학급 편성(특수 1학급)